# Richfield, Minnesota
Richfield är en stad i Hennepin County, Minnesota, USA. År 2010 uppgick befolkningen till 35 228 invånare. 
Richfield är en förort tillhörande storstadsområdet Minneapolis-Saint Paul, och ligger söder om Minneapolis. Öster om Richfield ligger Minneapolis–Saint Paul International Airport. 
USA:s största hemelektronikkedja, Best Buy, har sina högkvarter i staden.